# Eriocaulon remotum
Eriocaulon remotum är en gräsväxtart som beskrevs av Paul Lecomte. Eriocaulon remotum ingår i släktet Eriocaulon och familjen Eriocaulaceae. Inga underarter finns listade i Catalogue of Life.